# Rödbukig blomsterpickare
Rödbukig blomsterpickare (Dicaeum australe) är en fågel i familjen blomsterpickare inom ordningen tättingar.

## Utseende och läte
Rödbukig blomsterpickare är en liten och knubbig fågel med en rätt lång och slank näbb. Den är blåglänsande svart ovan, medan undersidan är vit med ljusgrå anstrykning. En röd strimma löper nerför buken. Arten liknar orientblomsterpickaren, men saknar denna arts svarta bukstreck. Bland lätena hörs vassa och upprepade "chik!", ibland fallande in i en mer varierande och snabb serie samt en drill.

## Utbredning och systematik
Fågeln är spridd över de filippinska öarna. Den behandlas som monotypisk, det vill säga att den inte delas in i några underarter.

## Status och hot
Arten har ett stort utbredningsområde, men tros minska i antal, dock inte tillräckligt kraftigt för att den ska betraktas som hotad. Internationella naturvårdsunionen IUCN listar arten som livskraftig (LC).